# كيلي ماري
كيلي ماري (بالإنجليزية: Kelly Marie)‏ هي مغنية بريطانية، ولدت في 16 أكتوبر 1957 في بيزلي في المملكة المتحدة.

## وصلات خارجية
- كيلي ماري على موقع ميوزك برينز (الإنجليزية)
- كيلي ماري على موقع أول ميوزيك (الإنجليزية)
- كيلي ماري على موقع ديسكوغز (الإنجليزية)